# Prchalov
Prchalov je vesnice, část města Příbor v okrese Nový Jičín. Vesnice vznikla v roce 1798 parcelací vrchnostenského dvora a byla údajně pojmenována po správci hukvaldského panství Josefu Stanislavu Prchalovi. Nachází se asi 2 km na severozápad od Příboru. V roce 2009 zde bylo evidováno 82 adres. V roce 2001 zde trvale žilo 196 obyvatel. Pod vesnicí byl v roce 2020 zprovozněn tunel Prchalov, který se nachází na přeložce silnice I/58.
Prchalov je také název katastrálního území o rozloze 1,36 km2.

## Pamětihodnosti
- Přírodní památka Sedlnické sněženky